# Малюк Сергій Павлович

### СЕРГІЙ ПАВЛОВИЧ МАЛЮК
(10 травня 1981 ― 5 березня 2022)

Жив у Ірпені.
У Державному податковому університеті здобув фах
фінансиста. [1]
Був майстром на всі руки і цим заробляв на життя.
Брав участь в АТО на Донбасі. З перших днів повномасштабної
війни став на оборону рідного міста від окупантів: разом з місцевими
жителями організували патрулювання та стежили за порядком в
Ірпені.
Загинув 5 березня 2022 року: під час патрулювання потрапив у ворожу
засідку і був розстріляний впритул.[2]
У в памʼять про загиблого захисника міста на стіні Ірпінського ліцею
«Мрія» відкрили меморіальну дошку Сергія Малюка.
Рішенням Ірпінської міськради йому присвоєно Почесне звання
«Почесний громадянин міста Ірпінь».[3]
Посмертно нагороджений медаллю «За оборону рідної держави».